# Idolia laevissima
Idolia laevissima är en skalbaggsart som först beskrevs av J. L. Leconte 1852.  Idolia laevissima ingår i släktet Idolia och familjen stumpbaggar. Inga underarter finns listade i Catalogue of Life.